# Кожная мозоль
Ко́жная мозо́ль — результат продолжительного трения или давления на кожу. Проявляется в виде ороговевшей области (сухая мозоль) или в виде мозольного пузыря (мокрая мозоль)

## Виды мозолей
Сухая мозоль представляет собой область ороговения кожи — область омертвение клеток кожного эпителия. 
Мокрая мозоль представляет собой мозольный пузырь, наполненный тканевую жидкость в верхних слоях кожи. В мокрой мозоли жидкость собирается под повреждённым слоем кожи, защищая её от дальнейших повреждений и позволяя ей залечиться. Жидкость в мозольном пузыре может быть вместе с кровью, — такая мокрая мозоль называется кровяная мозолью.
Чаще всего мозоли появляются на стопах от тесной обуви и на руках от работы.

## Способы предотвращения появления мозолей

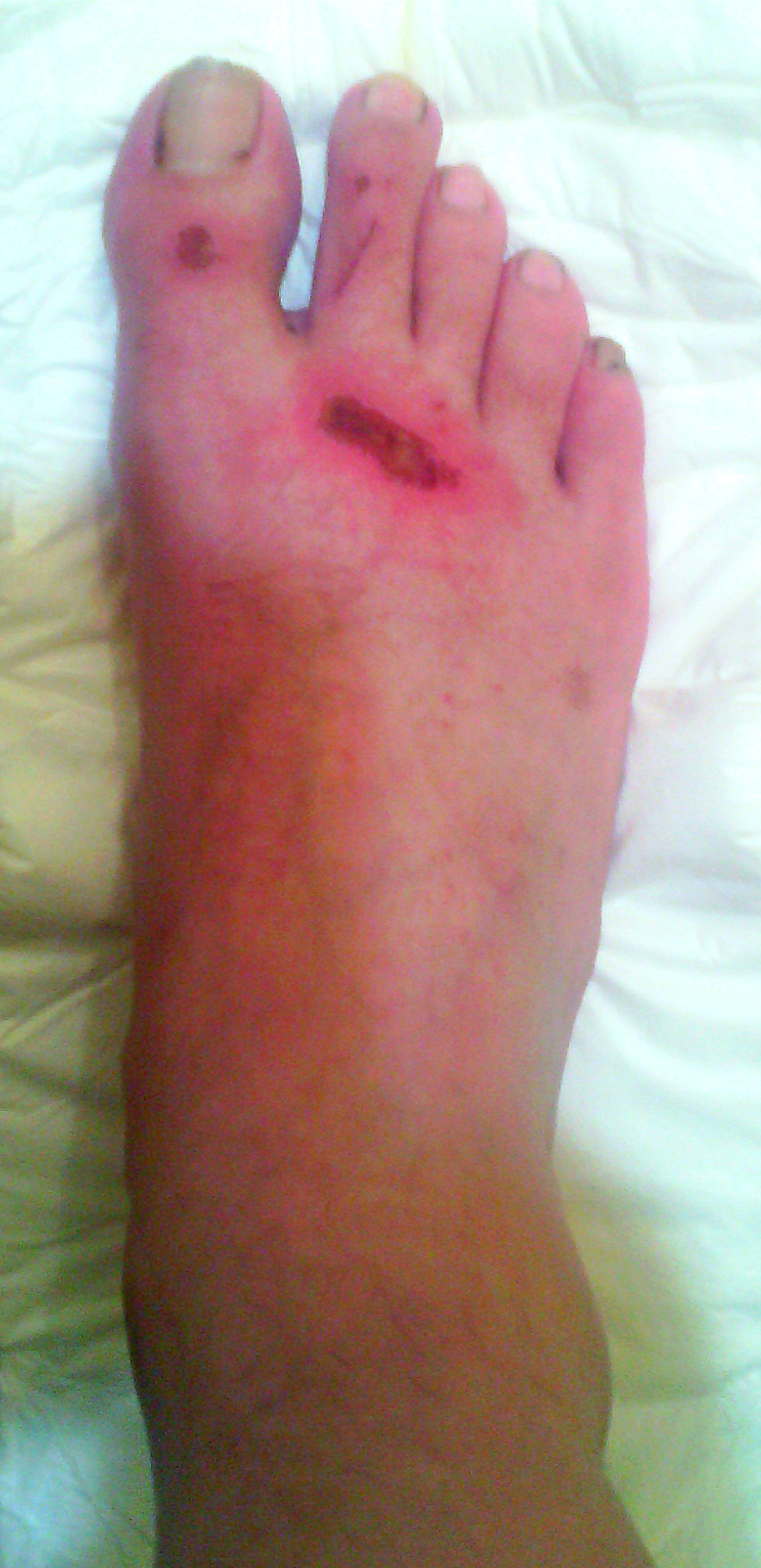
Воспалившаяся кожная мозоль на ноге

Мозоли на ногах можно предотвратить путём ношения комфортной, хорошо сидящей на ноге обуви и использования чистых и пригодных к использованию носков. Мозоли чаще всего развиваются на влажной коже, поэтому для поглощения влаги следует использовать соответствующие носки (например, специальные спортивные носки), а обувь в тёплое время года должна обеспечивать вентиляцию стопы.
В случае длительного пешего путешествия (прогулки) важно, чтобы ботинки были подходящего размера, а в местах, где обувь начала натирать кожу (ощущение жжения на коже), можно использовать лейкопластырь для уменьшения воздействия обуви на ногу.
Для того чтобы избежать мозолей на руках, следует использовать перчатки при работе с лопатами, топорами, пилами и иными подобными инструментами. Также следует использовать защиту для рук при тяжёлой физической работе, выполняемой руками: натяжка канатов и перемещение тяжёлых предметов.
Специальные средства (например, тальк) могут быть использованы для уменьшения трения.

## Способы лечения
Мозоль обычно проходит сама, но её также можно удалить раствором салициловой кислоты или хирургическим путём.
В основе терапии находятся кератолитические свойства многих химических веществ. Применение приводящих к такому эффекту методов или препаратов размягчает ткани мозоли, что позволяет легко устранить её с помощью подручных средств или специальных инструментов.